# The Critic
The Critic is een Amerikaanse animatieserie die het leven van de hoofdpersoon Jay Sherman portretteert. De serie werd voor het eerst uitgezonden op ABC. Vanaf het tweede seizoen zond FOX het programma uit. The Critic is ontwikkeld door Al Jean en Mike Reiss, die ook deelnamen aan de serie The Simpsons. In de serie is er ook een cross-over van de twee animatieseries.

## Verhaal
De serie gaat over de in Manhattan gevestigde filmcriticus Jay Sherman, die regelmatig films presenteert voor een televisiestation en iedereen afkraakt (standaardoordeel "Het stinkt!"). In deze context verschijnen talloze filmparodieën waarvoor de serie bekend is. In het echte leven is hij een dikke, onaantrekkelijke adoptiezoon van een superrijke familie die in het eerste seizoen vooral op zoek is naar een vrouw. Aan het begin van het tweede seizoen vindt hij een vaste partner, het onderwerp adoptie wordt niet meer genoemd, maar de rijke ouders verschijnen nog steeds.

## Stemverdeling
- Jon Lovitz als Jay Sherman
- Christine Cavanaugh als Marty Sherman
- Nancy Cartwright als Margo Sherman / verschillende personages
- Gerrit Graham als Franklin Sherman
- Judith Ivey als Eleanor (née Wigglesworth) Sherman
- Doris Grau als Doris Grossman
- Maurice LaMarche als Jeremy Hawke / Shackleford / Orson Welles / Howard Stern / verschillende personages
- Nick Jameson als Vlada Veramirovich / verschillende personages
- Brenda Vaccaro en Rhea Perlman als Ardeth
- Charles Napier als Duke Phillips
- Park Overall als Alice Tompkins
- Russi Taylor als Penny Tompkins
- Kath Soucie als verschillende personages
- Tress MacNeille als Humphrey the Hippo / verschillende personages

## Afleveringen
| Seizoen | Afleveringen | Eerste uitzending | Laatste uitzending | Zender |
| ------- | ------------ | ----------------- | ------------------ | ------ |
| 1       | 13           | 26 januari 1994   | 20 juli 1994       | ABC    |
| 2       | 10           | 5 maart 1995      | 21 mei 1995        | FOX    |

## Achtergrond
Het eerste seizoen van The Critic werd voor het eerst uitgezonden op ABC met dertien afleveringen. Toen het tweede seizoen op FOX te zien was, was er in 1995 een cross-over met de serie The Simpsons. In de 18e aflevering van het zesde seizoen van The Simpsons, getiteld "A Star Is Burns", vraagt Marge Jay Sherman om een filmfestival bij te wonen als criticus. The Critic werd al na twee seizoenen stopgezet. De herhalingen werden vervolgens gepubliceerd op Comedy Central en Locomotion. Tussen 2000 en 2001 werden 10 webisodes geproduceerd en uitgezonden op Atom.com. In 2004 werd een dvd-box uitgebracht met daarin de 23 televisie-afleveringen en webisodes.